# Ханов Олександр Олександрович
Ханов Олександр Олександрович (12 травня 1904, Петербург — 30 серпня 1983, Москва) — радянський актор. Народний артист СРСР (1973). Лауреат Державної премії СРСР (1941, 1947, 1949).
Актор Театру ім. В. Маяковського.

## Фільмографія
- «Мінін і Пожарський» (1939, Кузьма Мінін)
- «Суворов» (1940)
- «Падіння Берліна» (1949)
- «Сріблястий пил» (1953)
- «Травневі зірки» (1959)
- «Квіти запізнілі» (1970)
- «Випадок з Полиніним» (1970)
- «Співай пісню, поете...» (1971)
- «Молоді» (1971) та ін.

Грав в українських фільмах:
- «Космічний сплав» (1964, Іван Шапкін),
- «Загибель ескадри»(1965, боцман Бухта).